# Sebastiaan van Teeffelen
Sebastiaan van Teeffelen is een Nederlandse karateka die actief is in de discipline kumite. Hij komt uit in de gewichtsklasse tot –75 kg en vertegenwoordigt Nederland op nationale en internationale toernooien van de World Karate Federation (WKF) en de European Karate Federation (EKF).

## Jeugd en opleiding
Van Teeffelen begon op zevenjarige leeftijd met karate bij SportKarate Nederland in Haarlem. Hij trainde daar intensief en ontwikkelde zich tot een vaste waarde in de Nederlandse jeugdselectie sinds 2019. Zijn stijl kenmerkt zich door snelheid, technische precisie en tactisch inzicht.

## Internationale prestaties
Van Teeffelen maakte zijn internationale doorbraak in de WKF Youth League en stroomde later door naar de U21- en seniorcategorieën. Hij behaalde meerdere podiumplaatsen op prestigieuze toernooien:
- Goud – WKF Youth League Limassol (Cyprus), 2022[4]
- Zilver – WKF Youth League Jesolo (Italië), 2024[5]
- Brons – WKF Wereldkampioenschappen Konya (Turkije), 2022[3][6]
- Brons – World Combat Games Riyad (Saudi-Arabië), 2023[7][8]
- Brons – EKF Europese Kampioenschappen Bielsko-Biała (Polen), 2025[9][10]
- Brons - WKF Youth League Porec (Kroatië), 2021[11]

Daarnaast vertegenwoordigde hij Nederland op diverse Premier League- en EKF-toernooien in onder meer Poreč, Tbilisi en Zadar.

## Ranking en erkenning
Van Teeffelen staat internationaal gerangschikt in de top van de –75 kg-categorie bij zowel de U21 als de senioren. Zijn naam verschijnt regelmatig in de officiële WKF-ranking en hij wordt erkend als een van de meest belovende karateka’s van Nederland. Daarnaast is hij uitgeroepen tot Haarlems sporttalent jongen 2024. 